# جاسبر ك. سميث
جاسبر ك. سميث (بالإنجليزية: Jasper K. Smith)‏ هو محامي وسياسي أمريكي، ولد في 20 يونيو 1905 في شريفبورت في الولايات المتحدة، وتوفي في 18 مايو 1992. حزبياً، نشط في الحزب الديمقراطي. وقد انتخب عضو مجلس نواب لويزيانا.